# Creu de Can Pou
La Creu de Can Pou és una obra barroca de Jafre (Baix Empordà) inclosa a l'Inventari del Patrimoni Arquitectònic de Catalunya.

## Descripció

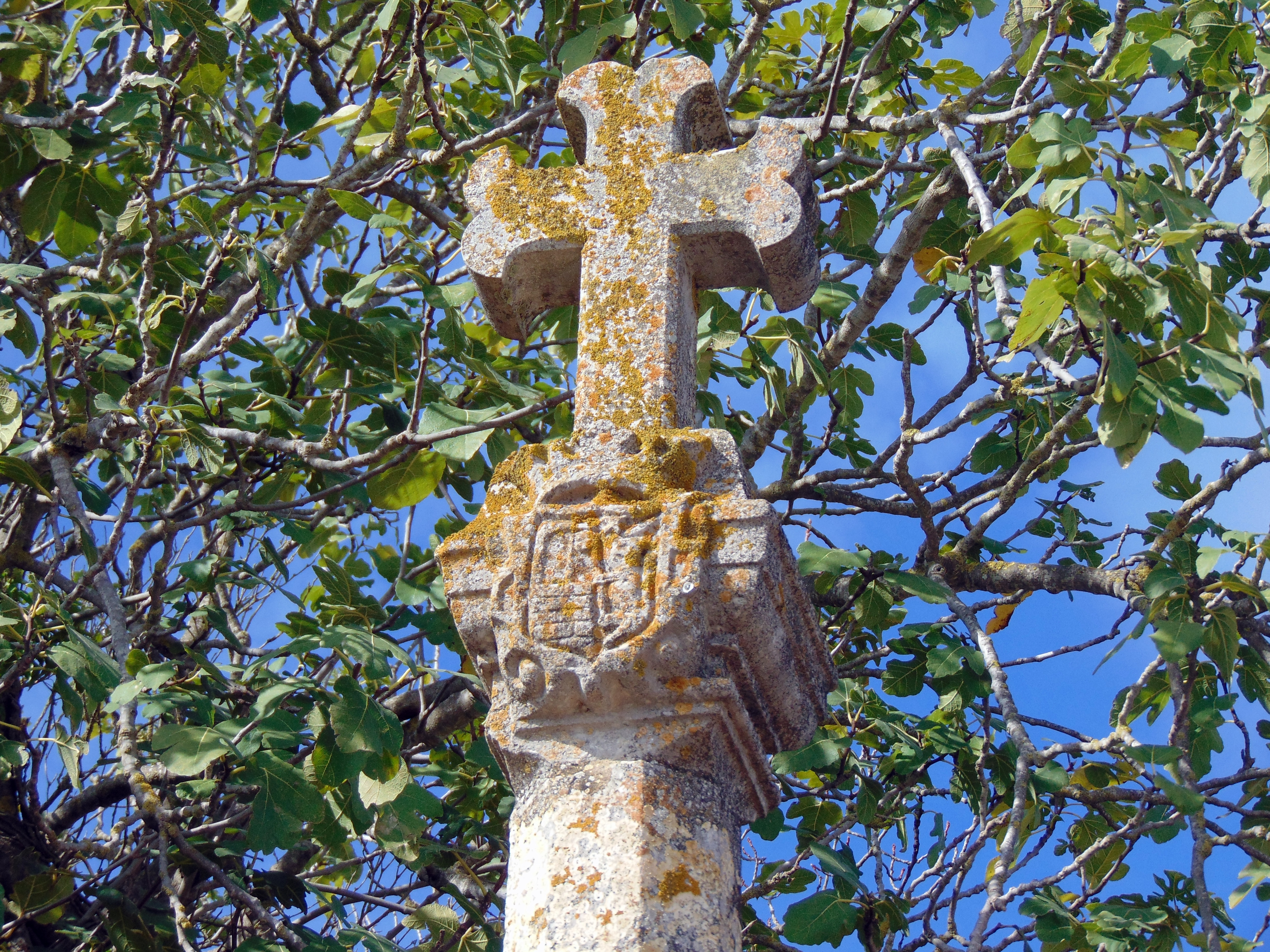
Detall amb l'escut de la família Pou

Creu llatina de pedra amb els extrems del braços floronats, muntada sobre un capitell motllurat on hi ha un emblema heràldic pertanyent a la família Pou: un lleó traient aigua d'un pou. La columna que l'enlaire és de planta octogonal i la base de suport, circular.

## Història
Sembla que aquesta creu la va fer construir el noble jafrenc Isidre Teixidor i Pou, hereu del mas Pou. Isidre Teixidor va ser membre de l'exèrcit de Carles II i va ocupà el càrrec de coronel de dragons de l'Empordà. S'explica que aquesta creu va ser aixeca en el mateix indret on el militar es va batre en duel amb un antic criat, fets ocorreguts en temps de Felip V.
La creu va romandre mutilada força anys i cap a 1950 va ser restaurada.